# La Avanzada (Barcelona)
La Avanzada fue un periódico editado en Barcelona en 1904.

## Descripción
Subtitulado «semanario carlista», apareció el 23 de enero de 1904, con cuatro páginas de 44 por 22 centímetros, a tres columnas, que veían la luz en la imprenta de Francisco Altés. Incluía grabados, retratos, fotografías y caricaturas, y llegó a organizar un certamen político-literario en el mes de abril del año de su fundación. Estaba dirigido por Jesús Condomines, y en la nómina de colaboradores se cuentan nombres como Ángel Trémols y Pell, Jaime Pujol, Manuel Polo Peyrolón, Jorge María de Lezo, Francisco Martín Melgar, el barón de Albi, Salvador Morales, Ramón Co y Borrell, Joaquín Lloréns, Antonio Roca y Fábregas, Carlos Cruz y José Navarro Cabanes.